# Qeqertalik
Qeqertalik is een gemeente in het westen van Groenland met een oppervlakte van 62.400 km². De gemeente werd op 1 januari 2018 gevormd en heeft als hoofdplaats Aasiaat. In 2017 telde de gemeente 6504 inwoners.

## Plaatsen en nederzettingen in de gemeente
- Aasiaat
  - Aasiaat (Egedesminde)
  - Akunnaaq
  - Kitsissuarsuit (Hunde Ejlande)
- Kangaatsiaq
  - Kangaatsiaq
  - Attu
  - Iginniarfik
  - Ikerasaarsuk
  - Niaqornaarsuk
- Qasigiannguit
  - Qasigiannguit (Christianshåb)
  - Ikamiut
- Qeqertarsuaq
  - Qeqertarsuaq (Godhavn)
  - Kangerluk

Gemeenten: Avannaata · Kujalleq · Qeqertalik · Qeqqata · Sermersooq 

Nationaal park Noordoost-Groenland

Buiten overheidsgebied: Thule Air Base